# Dryopteris marginata
Dryopteris marginata là một loài thực vật có mạch trong họ Dryopteridaceae. Loài này được (C.B. Clarke) H. Christ miêu tả khoa học đầu tiên năm 1907.